# Salles (Altos Pirineos)
Salles es una comuna francesa situada en el departamento de Altos Pirineos, en la región de Occitania.

## Demografía
| 239 | 225 | 225 | 206 | 190 | 168 | 189 | 229 |
| Para los censos de 1962 a 1999 la población legal corresponde a la población sin duplicidades (Fuente: INSEE [Consultar]) |     |     |     |     |     |     |     |